# Prva liga Republike Srpske
Prva liga Republike Srpske är Republika Srpskas högsta division i fotboll för herrar. Den består av 12 lag, och de bästa från Republika Srpska deltar i Premijer liga Bosne i Hercegovine, som Bosnien och Hercegovinas högstadivision.
Men man har även kvar sin egen liga där övrig lag slåss om RS-titeln.

## Historik
Ligasegrare:
- 1995/1996:Boksit - Milići
- 1996/1997:Rudar - Ugljevik
- 1997/1998:Rudar - Ugljevik
- 1998/1999:Radnik - Bjeljina
- 1999/2000:Boksit - Milići
- 2000/2001:Borac - Banja Luka
- 2001/2002:Leotar - Trebinje
- 2002/2003:Modrica - Maxima
- 2003/2004:Slavija - Sarajevo
- 2004/2005:Radnik - Bjeljina
- 2005/2006:Borac - Banja Luka
- 2006/2007:

## Förbundet
- Republika Srpskas Fotbollsförbunds officiella webbplats

| | Prva liga Republike Srpske 2006-2007 |
| Laktaši \| Borac Š \| Drina Z \| Rudar U \| Sloga \| Ljubić \| Drina HE \| Sloboda \| Famos \| BSK Nektar \| Mladost \| Glasinac \| Jedinstvo FK \| Rudar P \| Kozara \| Omladinac |                                      |